# 伊藤史朗
伊藤 史朗 (いとう ふみお、1939年10月10日 -1991年3月10日 ) は、日本の元レーシングライダー。16歳の若さで浅間火山レースに出場しデビュー・ウィンを果たし、世界GPでも活躍を見せ、天才ライダーと評された。
なお名の「史朗」は「ふみお」と読むのが正しいが、親しい関係者は「しろう」と呼ぶ場合が多かった。

## 略歴
東京都大田区大森出身。父は音楽家の伊藤昇。「史朗」という名は、父の師である山田耕筰が名付けた。
1955年11月に開催された第1回全日本オートバイ耐久ロードレース（第1回浅間高原（火山）レース）の250ccクラスに、ライラックSYで出場。伊藤は当時16歳で、これがデビュー戦だったが、実績ある選手を抑えて優勝を果たした。
1956年にヤマハワークス・チームに加入するが、全日本耐久ロードレース（浅間火山レース）の延期を受け、一時はヤマハを離れ浜松でオートレースの選手として活動した。
1957年の第2回全日本オートバイ耐久ロードレース（第2回浅間火山レース）の250ccクラスに、ヤマハワークスライダーとして出場し、リタイヤ。
1958年5月、アメリカはカリフォルニア州のカタリナ島で開催されたカタリナGP（世界GP戦ではない）にヤマハワークスライダーとして初出場。ヤマハも伊藤も初の海外レースだったが、6位に入賞する。同年8月の第1回全日本クラブマンレースの国際オープンクラスに、バルコム貿易（BMWの輸入元）のBMWで出場し、6位。
1959年の第3回全日本オートバイ耐久ロードレース（第3回浅間火山レース）では、バルコム貿易のBMWに乗って500ccクラスで優勝。
1960年、ロードレース世界選手権（世界GP）に初出場。マシンはBMW-RS500。世界GP500ccクラスへの出場は日本人初。バルコム貿易（BMW輸入元）のヘルマン・リンナー（ドイツのBMW本社から派遣されていた）が伊藤の実力を評価し、BMW本社に交渉して前年度のワークスマシン・RS（レンシュポルト）に乗るチャンスを与えたという経緯がある。BMWのワークス活動は前年までで終了していたため、伊藤は個人出場（プライベート）という扱いになっている。
1961年にヤマハが世界GPに初参戦。伊藤はワークスライダーとして世界GPを転戦し、125ccと250ccの両クラスに出場した。
1962年はヤマハが世界GPに出場しなかったため、伊藤も世界GPには参戦していない。
1963年にヤマハが世界GP出場を再開したのに合わせ、再び各地を転戦。伊藤はキャリアのピークを迎え、ベルギーGPで優勝した（これはヤマハ初の世界GP優勝でもある）。また、その他に2位入賞3回という成績を残し、わずか4戦限定の出場にもかかわらず、見事250ccクラス世界ランキング3位に輝いた。
1964年の年頭に行われたマレーシアGP（世界GP戦ではない）でトップを走行中に転倒し頭部を強打。それ以降、成績は低迷する。この前後にプリンス自動車と契約し、4輪レース出場を計画していたが、4輪の実戦には出場しなかった。歌手として数枚のレコードも発表している。
1965年に銃刀法違反（拳銃の密輸や所持）の容疑で逮捕された。また薬物依存の傾向があるなど、私生活や素行に問題があったと指摘されている。逮捕により、日本放送協会が制作していたドキュメンタリー番組「ある人生 240キロメートルの孤独」は放送されることなくお蔵入りとなった。

## アメリカへ
銃刀法違反で逮捕・釈放後、アメリカに渡ったと言われる。
伊藤は「ヤマハを離れタクシーの運転手をした後、妻とともに1966年にフィリピンとハワイを経てロサンゼルスに渡った。アメリカへは不法入国し、そのまま不法滞在し、市民権を取るために本来の妻とは別の白人と入籍していた」と告白している。
諸説あるが、その後は一度も日本に帰国せず、死去するまでアメリカで暮らしたと言われる。銃刀法違反で執行猶予中に、アメリカに不法入国したため、市民権が取れず、日本への帰国もできなかったらしい。
一時はフロリダ州オーランドに住み、ダウンタウンの一角で「一番」という名の中規模の日本レストランを経営し、ホテルチェーンで有名な「ホリデイ・イン」のフロリダ南部地区の副社長という肩書きを持っていたという。
アメリカでも一時は2輪レースへの復帰を希望していた。革ツナギメーカークシタニ（伊藤が現役当時に着用していた）の元会長（櫛谷稔子）は、「スズキの伊藤光夫さん（ワークスライダー）がアメリカに行った際、伊藤史朗さんから革ツナギが欲しいと頼まれたというので、革ツナギを作って手渡した」というエピソードを語っている。
1991年、アメリカで死去。

## エピソード
ドイツのBMW本社から日本に派遣されていたヘルマン・リンナーは「多くのライダーを見てきたが、伊藤ほど最初から上手にBMWを乗りこなす感覚の鋭いライダーは初めてだ」と述べていたという。
1960年の世界GP500ccクラス参戦で貸与されたのは、前年まで元世界チャンピオンのジェフ・デュークが乗っていたマシンだったが、伊藤は初めて乗ったマシンを名手デューク以上に巧みに操ったという。当時の日本には舗装のレース専用コースが存在せず、舗装路でのレースは伊藤にとって生まれて初めてだったが、初戦フランスGPで予選3位、決勝6位という好成績を挙げている。
浅間火山レースなどで伊藤と争ったライバルの高橋国光は、「自分のことを天才だとは思わないが、伊藤史朗君は天才でしょう」と語っている。
石原慎太郎の小説『跳べ、狼』（1964年）の主人公は、伊藤がモデルであると言われる。伊藤と石原には親交があったと言われる。石原の弟の石原裕次郎も、伊藤と親交があったらしい。
大藪春彦の小説「汚れた英雄」（1969年）の主人公・北野晶夫は、伊藤がモデルという説がある（ただし作者の大藪はこれを否定している。実際同作品には晶夫とは別に伊藤自身が登場している）。また、大藪の短編「死のグランプリ」は伊藤の経歴をそのままなぞった伊村哲朗なるレーサーが1967年日本グランプリ (4輪)で活躍するという作品であった。
1965年に銃刀法違反で逮捕されたのと同時期、多くの芸能人や文化人やスポーツ選手も同様の嫌疑をかけられ社会問題化した。嫌疑をかけられた中には石原裕次郎や大藪春彦、大相撲の横綱・大鵬なども含まれていた。
1985年に刊行された「伊藤史朗の幻」（小林信也著、CBSソニー出版。バイク誌「CYCLE WORLD」連載記事をまとめたもの）の中に、「日本で最も有名で優秀なマシンチューナーに、45歳の元ライダーが現在（1980年代半ば）のレース用バイクに乗れるかと聞いたが、高橋国光でも無理だと返答された。そのライダーが伊藤史朗だと伝えたところ『彼ならできるかも知れない。彼は化け物だ。伊藤史朗だけは別だ。一度乗るならうちのマシンを貸してもいい』と言われた」というエピソードが登場する。「日本で最も有名で優秀なチューナー」とは、ヨシムラジャパン創業者の吉村秀雄（ポップ吉村）だと言われる。

## 世界グランプリ戦績
| 順位 | 1 | 2 | 3 | 4 | 5 | 6 |
| 得点 | 8 | 6 | 4 | 3 | 2 | 1 |

イタリック体はファステストラップ
| Year | Class | Team   | 1       | 2     | 3      | 4      | 5     | 6     | 7     | 8     | 9     | 10    | 11    | 12      | Points | Rank | Wins |
| ---- | ----- | ------ | ------- | ----- | ------ | ------ | ----- | ----- | ----- | ----- | ----- | ----- | ----- | ------- | ------ | ---- | ---- |
| 1960 | 500cc | BMW    | FRA 6   | IOM - | NED 10 | BEL 10 | GER - | ULS - | NAT - |       |       |       |       |         | 1      | 15th | 0    |
| 1961 | 125cc | ヤマハ | ESP -   | GER - | FRA -  | IOM 11 | NED - | BEL - | DDR - | ULS - | NAT - | SWE - | ARG - |         | 0      | -    | 0    |
| 1961 | 250cc | ヤマハ | ESP -   | GER - | FRA -  | IOM 6  | NED 6 | BEL 5 | DDR - | ULS - | NAT - | SWE - | ARG 4 |         | 7      | 9th  | 0    |
| 1963 | 250cc | ヤマハ | ESP -   | GER - | IOM 2  | NED 2  | BEL 1 | ULS - | DDR - | NAT - | ARG - | JPN 2 |       |         | 26     | 3rd  | 1    |
| 1964 | 250cc | ヤマハ | USA Ret | ESP - | FRA -  | IOM -  | NED - | BEL - | GER - | DDR - | ULS - |       | NAT - | JPN Ret | 0      | -    | 0    |